# John Michael Talbot
John Michael Talbot (născut în 8 mai 1954 la Oklahoma City, Oklahoma) este un călugăr romano-catolic, cântăreț, compozitor și chitarist american. Talbot este un cântăret foarte cunoscut al Biserica Catolică. Talbot este fondatorul ordinului monastic The Brothers and Sisters of Charity (Frați și Surorile de Caritate) din Eureka Springs, Arkansas.

## Discografie
- 1. Reborn (1972)
- 2. John Michael Talbot (1976)
- 3. The New Earth (1977)
- 4. The Lord's Supper (1979)
- 5. Beginnings / The Early Years (1980)
- 6. Come to the Quiet (1980)
- 7. The Painter (1980)
- 8. For the Bride (1981)
- 9. Troubadour of the Great King (1981)
- 10. Light Eternal (1982)
- 11. Songs For Worship Vol. 1 (1982)
- 12. No Longer Strangers (1983)
- 13. The God of Life (1984)
- 14. Songs For Worship Vol. 2 (1985)
- 15. The Quiet (1985)
- 16. Be Exalted (1986)
- 17. Empty Canvas (1986)
- 18. The Heart of the Shepherd (1987)
- 19. Quiet Reflections (1987)
- 20. The Regathering (1988)
- 21. Master Collection (1988)
- 22. The Lover and the Beloved (1989)
- 23. Come Worship the Lord Vol. 1 (1990)
- 24. Come Worship the Lord Vol. 2 (1990)
- 25. Hiding Place (1990)
- 26. The Birth of Jesus (1990)
- 27. The Master Musician (1992)
- 28. Meditations in the Spirit (1993)
- 29. Meditations from Solitude (1994)
- 30. Chant from the Hermitage (1995)
- 31. The John Michael Talbot Collection (1995)
- 32. The Talbot Brothers Collection (1995)
- 33. Brother to Brother (1996)
- 34. Our Blessing Cup (1996)
- 35. Troubadour for the Lord (1996)
- 36. Table of Plenty (1997)
- 37. Hidden Pathways (1998)
- 38. Pathways of the Shepherd (1998)
- 39. Pathways to Solitude (1998)
- 40. Pathways to Wisdom (1998)
- 41. Quiet Pathways (1998)
- 42. Spirit Pathways (1998)
- 43. Cave of the Heart (1999)
- 44. Simple Heart (2000)
- 45. Wisdom (2001)
- 46. Signatures (2003)
- 47. City of God (2005)
- 48. Monk Rock (2005)
- 49. The Beautiful City (2006)
- 50. Living Water 50th (2007)
- 51. Troubadour Years (2008)